# Knappe Mataboe
Knappe Mataboe is het 31ste stripverhaal van Jommeke. De reeks werd getekend door striptekenaar Jef Nys.

## Personages
- Jommeke
- Flip
- Filiberke
- Pekkie
- professor Gobelijn
- Mataboe
- de begijntjes (Begonia, Eufrasie, Prudentia, Scholastica, Antonella, Petronella)
- kleine rollen : Theofiel, Annemieke, Rozemieke, enkele vissers en zeelieden

## Verhaal
Het verhaal begint met een experiment van professor Gobelijn. Hij liet een woeste gorilla uit de jungle van Afrika overkomen en wil hem met een serum menselijk maken. In geen tijd ontwikkelt het verstand van de gorilla zich en kan hij zich normaal tussen de mensen begeven en stilaan begint hij ook te spreken. Op voorstel van Flip wordt hij Mataboe genoemd. In het verhaal krijgt hij de bijnaam 'knappe Mataboe' mee. Door zijn brute kracht en door zijn naïviteit tegenover de moderne menselijke samenleving beleven Jommeke en zijn vrienden allerlei avonturen.
Ze ontmoeten onder meer de begijntjes die zich gemoderniseerd hebben en nu kortgerokt de moderne samenleving intrekken en onder meer judo beoefenen. Mataboe valt voor de charmes van de begijntjes en dan in het bijzonder voor de kleine Eufrasie die hem moeiteloos vloert met haar judotechnieken. Tijdens een hevig onweer wordt Mataboe weer wild. Hij ontvoert Eufrasie om haar mee te nemen naar de wildernis. Jommeke, Filiberke, Flip, Pekkie, Begonia en Prudentia besluiten hen te zoeken en Eufrasie te bevrijden. Ze vinden hun spoor terug aan zee. Op advies van enkele vissers vinden ze Mataboe en Eufrasie op een klein rotseiland in zee waar ze vast zitten toen hun bootje wegdreef. Ze ontsnappen echter met het bootje van Jommeke. Met de hulp van de vissers raken Jommeke en zijn vrienden van het eiland af en zetten ze opnieuw de achtervolging in tot Eufrasie kan ontsnappen. Ze kunnen Mataboe overtuigen dat hij ondanks zijn verstand een aap blijft en niet met een mens kan trouwen. Zijn plaats is Afrika waar hij de koning van de wildernis is. Met een zeeboot keert Mataboe samen met Jommeke en Filiberke terug naar Afrika. Het album eindigt nog met een kort verhaal waarin professor Gobelijn een drankje dat Mataboe terug aap moest maken, zelf ingenomen heeft en waarbij hij zich als een aap gedraagt. Met het verstandsserum wordt hij opnieuw de oude.

## Achtergronden bij het verhaal
- De gorilla Mataboe maakt in dit verhaal zijn debuut. Het duurt een hele tijd vooraleer hij nog eens in de reeks opduikt, maar daarna komt hij in meerdere albums voor.
- De begijntjes uit het plaatselijke begijnhof komen voor de tweede maal in de reeks voor, zij het in minder groten getale als in hun debuutalbums en in modernere vorm. Het album dateert van na het Tweede Vaticaanse Concilie waarin de oude kloostergewoonten wat afgezwakt werden. Opvallend is ook de introductie van judo, een oosterse gevechtssport die in de jaren 1960 populair werd in het Westen.
- Dit album is een combinatie van een verhaal waarin een uitvinding van de professor centraal staat en een achtervolging, met dat grote verschil dat er hier geen boeven achtervolgd worden.